# Raoul Bott
Raoul Bott   (Budapest, 24 de setembre de 1923 - Carlsbad i San Diego, 20 de desembre de 2005) FRS va ser un matemàtic conegut per moltes contribucions en topologia.

## Biografia
Nascut a Budapest, va passar la major part de la seva vida als Estats Units. La seva família va emigrar al Canadà el 1938 en vigílies de la Segona Guerra Mundial. Va estudiar a la universitat Mcgill. Es va fer professor a Harvard el 1958, i hi va ensenyar fins a 1999. Va rebre el Premi Wolf el 2000 i es fa membre estranger de la Royal Society cinc anys més tard. Va morir de càncer a San Diego el 2005.
El seu treball es referia inicialment a la física abans de dedicar-se cap a les matemàtiques pures. Va estudiar l'homotopia dels grups de Lie, utilitzant mètodes de la Teoria de Morse, que conduïen als teorema de periodicitat de Bott. És en el transcurs d'aquesta reflexió que introdueix les funcions de Morse-Bott, una mena de generalització de les funcions de Morse, però que permet incloure les funcions constants.
Col·laborant durant diversos anys amb Michael Atiyah, va aportar importants contribucions al teorema de l'índex: va enunciar en particular un cert nombre de teoremes de punts fixos, dels quals el ben conegut teorema del punt fix d'Atiyah-Bott. Bott i Atiyah van col·laborar altra vegada per actualitzar a un llenguatge modern els treballs d'Ivan Petrovski sobre les equacions en derivades parcials hiperbòliques. En els anys 1980, aquests dos matemàtics van treballar conjuntament una altra vegada en la teoria de gauge, utilitzant les Equacions de yang-mills sobre una superfície de Riemann per obtenir informacions topològiques sobre els espais de mòduls dels fibrats sobre les superfícies de Riemann.
Bott també és conegut pel Teorema de Borel-Bott-Weil sobre la teoria de les representacions dels grups de Lie pels feixos holomorfs i els seus grups de cohomologia.
Entre els seus estudiants, es compten Harold Edwards, Peter Landweber, Daniel Quillen i Stephen Smale.